# Alto Lucero, Hueyapan de Ocampo
Alto Lucero är en ort i Mexiko.   Den ligger i kommunen Hueyapan de Ocampo och delstaten Veracruz, i den sydöstra delen av landet, 400 km öster om huvudstaden Mexico City. Alto Lucero ligger 68 meter över havet och antalet invånare är 109.
Terrängen runt Alto Lucero är platt åt sydväst, men åt nordost är den kuperad. Runt Alto Lucero är det ganska glesbefolkat, med 47 invånare per kvadratkilometer. Närmaste större samhälle är Corral Nuevo, 9,2 km söder om Alto Lucero. Omgivningarna runt Alto Lucero är en mosaik av jordbruksmark och naturlig växtlighet.